# 브레스트 (독일)

브레스트의 문장

브레스트(독일어: Brest)는 독일 니더작센주에 위치한 도시로 면적은 24.57km2, 높이는 29m, 인구는 788명(2013년 12월 31일 기준), 인구 밀도는 32명/km2이다. 행정 구역상으로는 슈타데 군에 속한다.